# Fairview (comtés de Christian et Todd, Kentucky)
Pour les articles homonymes, voir Fairview.
Fairview est une census-designated place du Kentucky, aux États-Unis. Elle est située le long de l'U.S. Route 68, à cheval sur les comtés de Christian et Todd.
Fairview a été fondée en 1793 sous le nom de Davisburg par Samuel Davis, père du futur président des États confédérés d'Amérique Jefferson Davis (né à Davisburg en 1808). Le lieu prend par la suite le nom de Georgtown puis de Fairview en 1846.
Selon le recensement de 2010, Fairview compte 286 habitants dont 186 dans le comté de Christian et 100 dans le comté de Todd.
Fairview accueille le site historique d'État Jefferson Davis (Jefferson Davis State Historic Site (en)).